# La Fabrication d'un meurtrier
Pour plus de détails, voir Fiche technique et Distribution.
La Fabrication d'un meurtrier est un film québécois réalisé par Isabelle Poissant, qui est sorti en 1996. Pour faire ce film, elle s'est inspiré de son roman La Fabrication d'un meurtrier : histoire naturelle qui a reçu le prix littéraire Desjardins catégorie roman au Salon du livre de Québec en 1996.

## Synopsis
À la suite d'un meurtre, Maurice Delarue, psychiatre récemment largué par sa femme, raconte à un enquêteur son voyage en Bulgarie, sa rencontre avec Liliana, une femme médecin, et avec un de ses patients, Monsieur Ré. un amnésique mentalement déséquilibré. Le psychiatre ramène ce patient avec lui au Québec pour faire sa réhabilitation. Mais, à quelle fin ?

## Fiche technique
- Titre original : La Fabrication d'un meurtrier
- Titre anglais ou international : Fabrication of a Murderer
- Réalisation : Isabelle Poissant
- Scénario : Isabelle Poissant
- Musique : Jean-François Rivest
- Direction artistique : André-Line Beauparlant
- Costumes : Michelle Parent
- Maquillage : Michelle Parent
- Photographie : Ivan Gekoff
- Son : Gilles Corbeil, Daniel A. Vermette, Stéphane Labonté
- Montage : Myriam Poirier
- Production : Martin-Paul Hus
- Société de production : Amérique Film
- Sociétés de distribution : Les Films Séville, Malofilm Distribution
- Budget : 400 000 dollars[1]
- Pays d'origine :  Canada
- Langue originale : français
- Format : couleur
- Genre : Drame psychologique
- Dates de sortie :
  - Canada : février 1996  (Rendez-vous du cinéma québécois)
  - Canada : 26 avril 1996  (sortie en salle au Québec)

## Distribution
- Pierre Chagnon : Maurice Delarue (Momo)
- Denis Bouchard : Monsieur Ré
- Gabriel Arcand : l'enquêteur
- Chantal Monfils : Liliana
- Dominique Pétin : Maritsa
- Frank Schorpion : Vlasta
- Stéphane Théoret : le deuxième policier